# Друштво мртвих песника
Друштво мртвих песника (енгл. Dead Poets Society) је амерички драмски филм из 1989. године, режисера Питера Вира, према сценарију који је написао Том Шулман. Главну улогу у филму тумачи Робин Вилијамс, а радња је смештена у елитни интернат 1959. године и прати професора енглеског језика који инспирише своје ученике путем поезије.
Филм је наишао на позитивне рецензије критичара и широм света је зарадио преко 235 милиона долара, што га чини петим филмом са највећом зарадом 1989. године. Освојио је Оскара за најбољи оригинални сценарио, а био је номинован у категоријама за најбољи филм, најбољу режију и најбољег глумца (Вилијамс). Такође је освојио награду БАФТА за најбољи филм, као и награде Сезар и Давид ди Донатело у категорији за најбољи страни филм.

## Радња
Радња филма смештена је у 1959. годину. Седам момака, Нил Пери, Тод Андерсон, Нокс Оверстрит, Чарли Далтон, Ричард Камерон, Стивен Микс и Џерард Питс, похађају престижну академију „Велтон” за дечаке, која се базира на четири принципа: традицији, части, дисциплини и одличности.
Првог дана нове школске године, ученицима се представљају сва правила академије. Међутим, њихов нови професор енглеског језика Џон Китинг говори ученицима како могу да га зову „О, капетане! Мој капетане!” (из поеме Волта Витмана о Абрахаму Линколну), уколико ће им тако бити лакше на часовима. Његова прва лекција коси се са стандардима академије „Велтон”. Китинг изводи ученике у двориште и говори им да се фокусирају на идеју carpe diem (латински: Искористи дан). На наредном часу, Нил чита увод из њиховог уџбеника за књижевност, Разумети књижевност, фикционалног академског књижевника др Џ. Еванса Причарда, у коме се описује како да се постави квалитет књига на скалу и да се оцени бројем. Китинг каже како је то једна смешна математичка критика и говори ученицима да исцепају увод из својих уџбеника. Такође им препоручује да га уопште не користе. На једном од наредних часова, Китинг говори ученицима да се попну на своје столове и гледају свет другим очима, као што је Хенри Дејвид Торо мислио када је написао: „Универзум је мудрији него што наше очи то виде”.
Дечаци схватају да ауторитет треба поштовати само када сматрамо да је то исправно, када им срце тако говори. Они поново оснивају стари књижевни клуб, чији је Китинг некада био члан, под именом „Друштво мртвих песника”. Тод почиње да пише, схватајући да заиста има много талента. Чарли се охрабрује и у школским новинама објављује чланак о томе како треба дозволити и девојкама да похађају „Велтон”. Чланак говори о томе да то треба дозволити како би момци имали макар мало задовољства на академији. Због овога, он бива кажњен од стране директора и професора, изузев Китинга.
Слобода мишљења и говора доноси невоље једном од момака, Нилу. Нил жели да постане глумац, за шта заиста има дара, а не да студира медицину, како његов отац жели. Китинг саветује Нилу да каже свом оцу о томе како се осећа и позове га на премијеру представе Сан летње ноћи, у којој Нил игра улогу Пука. Желећи да сакрије од оца да се бави глумом, Нил му ништа не говори и лаже Китинга да јесте, говорећи како је његов отац незадовољан због свог тог „глуматања”. Ипак, његов отац сазнаје истину. Након премијере представе, његов отац га води кући пре него што се са осталима вратио у школу.
Љут због тога што је његов син почео да се бави уметношћу, Нилов отац планира да га испише из академије „Велтон” и пошаље у војну академију „Брејден”, како би се што боље спремио за студије на Харварду и медицинску каријеру. Нил не жели да тако проведе остатак живота, али не успева да каже оцу о својој страсти према глуми. Због тога, он извршава самоубиство очевим револвером.
Директор Нолан врши истрагу на академији због ове трагедије. Нолан добија помоћ од једног од ученика, Ричарда Камерона. Када Чарли открије да је Камерон за све окривио професора Китинга, он напада свог бившег друга и бива избачен са академије.
Нилов отац не преузима никакву одговорност за смрт свога сина и тврди да је Китинг одговоран. Сви дечаци присиљени су да потпишу документ о Китинговој кривици. Тод се највише одупирао, али је ипак потписао. Китинг је, између осталог, оптужен да је обновио Друштво мртвих песника, иако су то урадили момци.
На самом крају филма, момци се враћају на час енглеског, који сада држи директор Нолан, док се не нађе нови професор. Он жели да се прочита увод и Причардовог уџбеника, који су дечаци претходно исцепали. У том тренутку, Китинг улази у учионицу, како би узео своје ствари. Током његовог одласка, Тод се извињава Китингу што су потписали документ, говорећи како су били натерани. Китинг му говори како је знао то, и да је све у реду. Нолан наређује Тоду да буде миран и захтева од Китинга да оде. Док је Китинг излазио, Тод се пење на свој сто, викнувши: „О, капетане! Мој капетане!”. Бесни Нолан му наређује да седне, али сви чланови Друштва мртвих песника се пењу на столове, говорећи: „О, капетане! Мој капетане!”. Једини члан Друштва који то не ради је Камерон. Китинг је дирнут и говори: „Хвала вам, момци. Хвала вам”, пре него што изађе из учионице.

## Улоге
| Глумац             | Улога          |
| ------------------ | -------------- |
| Робин Вилијамс     | Џон Китинг     |
| Роберт Шон Леонард | Нил Пери       |
| Итан Хок           | Тод Андерсон   |
| Џош Чарлс          | Нокс Оверстит  |
| Гејл Хансен        | Чарли Далтон   |
| Дилан Касман       | Ричард Камерон |
| Алелон Руџиро      | Стивен Микс    |
| Џејмс Вотерстон    | Џерард Питс    |
| Норман Лојд        | директор Нолан |
| Александра Пауерс  | Крис Ноал      |

## Музика
Музику из филма компоновао је француски композитор Морис Жар:
1. (Нил)
2. (У пећину)
3. (Китингов тријумф)

## Награде и номинације

### Оскар
- Оскар за најбољи оригинални сценарио — Награђен
- Оскар за најбољег глумца у главној улози (Робин Вилијамс) — Номинован
- Оскар за најбољег редитеља (Питер Вир) — Номинован
- Оскар за најбољи филм — Номинован

### Награде БАФТА
- БАФТА за најбољи филм — Награђен

## Новелизација
Године 1989. објављен је и роман под насловом Друштво мртвих песника, инспирисан филмом. Роман је написала Ненси Х. Клајнбом.